# 王璽 (正統舉人)
王璽（1418年—1492年），字廷用，號貞齋，陝西西安府盩厔縣（今周至县）人。明朝政治人物。

## 生平
正統六年（1441年）以《禮記》中式陝西鄉試第五名舉人，授武陟儒學訓導，改荊門，陞武陟縣知縣，擢湖廣道監察御史，出为永平府知府。累官至湖廣襄陽府知府。弘治五年（1492年）卒，年七十七。子王傅，成化十一年乙未進士。

## 著作
有《貞齋集》。